# Musée du moteur
 (janvier 2017).
Le Musée du moteur est un musée français consacré au moteur. Il se trouve à Saumur en Maine-et-Loire.

## Histoire
Le Musée du moteur est géré par une association de type 1901. Il fut créé au départ au sein du Lycée Sadi Carnot (ancienne École industrielle de Saumur, fondé en 1884) et par l’amicale des anciens « INDUS – Moteurs à Combustion Interne », il est aussi épaulé par la ville de Saumur.
Le musée se distingue des autres sites équivalents dans la mesure où le moteur à combustion est le centre d’intérêt principal de l’exposition. Les objectifs du musée sont de restaurer, de conserver et de valoriser ces moteurs, objets incontestables du patrimoine industriel du XXe siècle.
Ce musée organise et participe à de nombreuses manifestations (Fête de la Science, Journées du patrimoine, etc.).

## Le lieu
Le musée est situé dans un bâtiment industriel du début des années 1900, il dispose d'une collection de près de 400 pièces, dont 300 exposées, permettant une approche historique, technique, pédagogique et humaine de l’évolution des moteurs ; du moteur à air chaud datant de 1818 au moteur de la Peugeot 307 WRC. A noter la présence du moteur Renault EF4 V6 bi turbo (1984) équipant les véhicules Renault, Ligier et Lotus.
On peut découvrir des matériels en coupe (de l’accessoire au moteur en étoile), des moteurs de tous types (du mono-cylindre au V12), de toutes technologies (aspiration naturelle, suralimentation, pistons libres, piston rotatif, etc.), des utilisations très diverses (transport, moto-pompes, groupes électrogènes, propulseurs de bateaux, broyeur à pommes, etc.) et un stand consacré à la fusée Ariane IV avec son moteur Viking.

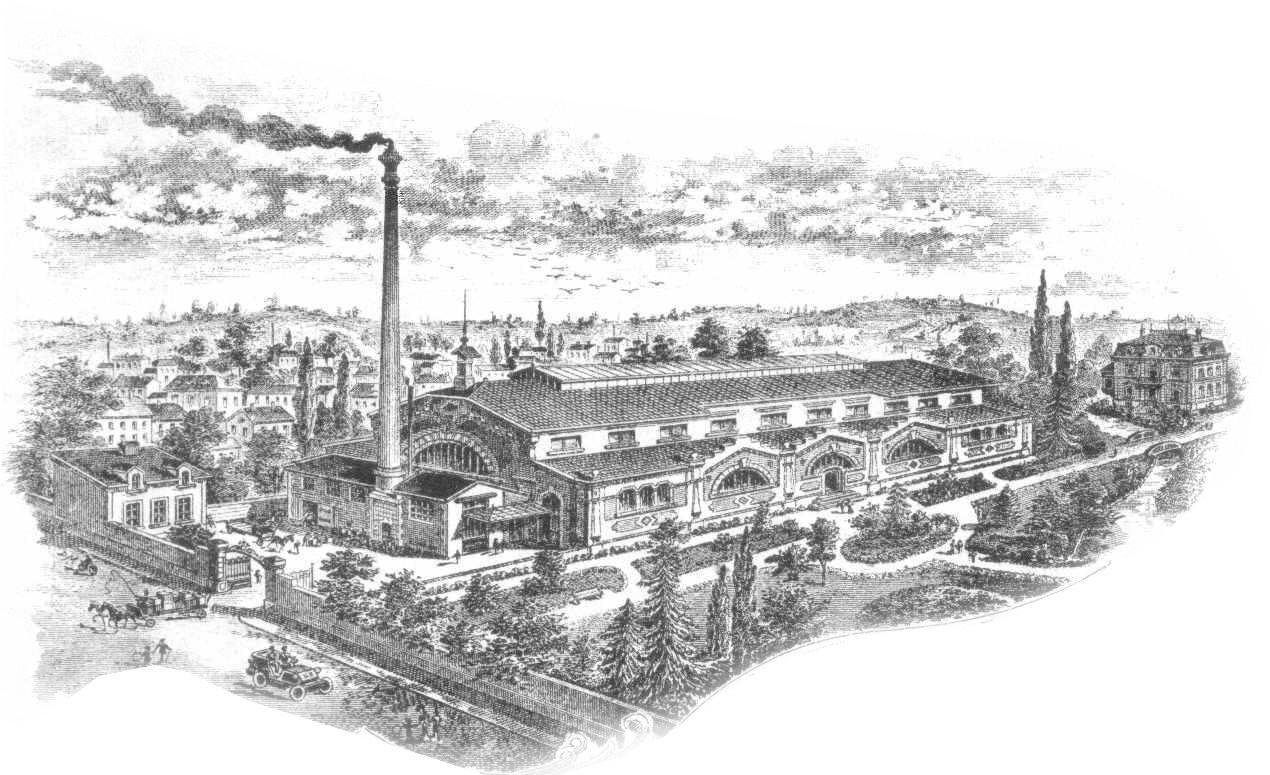
Gravure du bâtiment Caillaud fin XIXe